# Yekaterina Yúrlova-Percht
Yekaterina Yúrlova-Percht –en ruso, Екатерина Юрлова-Перхт– (nacida como Yekaterina Víktorovna Yúrlova, Leningrado, URSS, 23 de febrero de 1985) es una deportista rusa que compitió en biatlón.
Ganó dos medallas en el Campeonato Mundial de Biatlón, oro en 2015 y plata en 2019, y seis medallas en el Campeonato Europeo de Biatlón entre los años 2009 y 2019.

## Palmarés internacional
| Campeonato Mundial | Campeonato Mundial           | Campeonato Mundial | Campeonato Mundial |
| Año                | Lugar                        | Medalla            | Prueba             |
| ------------------ | ---------------------------- | ------------------ | ------------------ |
| 2015               | Kontiolahti (Finlandia)      | Medalla de oro     | Individual         |
| 2019               | Östersund (Suecia)           | Medalla de plata   | Salida en grupo    |
| Campeonato Europeo |                              |                    |                    |
| Año                | Lugar                        | Medalla            | Prueba             |
| 2009               | Ufá (Rusia)                  | Medalla de plata   | Relevo             |
| 2010               | Otepää (Estonia)             | Medalla de bronce  | Relevo             |
| 2015               | Otepää (Estonia)             | Medalla de bronce  | Persecución        |
| 2015               | Otepää (Estonia)             | Medalla de bronce  | Individual         |
| 2019               | Minsk-Raubichi (Bielorrusia) | Medalla de oro     | Persecución        |
| 2019               | Minsk-Raubichi (Bielorrusia) | Medalla de plata   | Velocidad          |